# 구직자들
"구직자들"은 2020년에 개봉한 대한민국의 영화이다. 배경은 2220년이다.

## 캐스팅
- 정경호
- 강유석
- 오륭
- 강민지
- 이상찬
- 김민호
- 김용호
- 변건우
- 박봉헌
- 허선율
- 곽정길
- 조순임
- 이재유
- 이길우
- 전진희
- 한진우
- 한광섭
- 황준철
- 최종호
- 이장우
- 정민준
- 위기훈
- 은정수
- 박억수
- 심상운
- 위창희
- 한혜경
- 박준휘
- 최봉석
- 이원구
- 박창선
- 권민지
- 김소현
- 임채원
- 유용주
- 봉회장
- 김량진
- 정필주
- 위준석
- 강소연
- 임세미
- 최권
- 황용
- 김민지
- 백벗하나
- 송경아
- 주미진
- 김자성
- 최주나
- 김진순
- 김승우
- 임주남
- 이민구
- 정다은
- 백진우
- 전아영
- 박재관
- 이예진
- 박형준
- 진시원
- 이봉근
- 남지우
- 심은영
- 김혜리
- 박지선
- 전성훈
- 김재훈
- 표창의
- 이금건
- 서준희
- 김여름
- 이유진
- 선세은
- 손현민
- 신용호
- 조영미
- 안혜원
- 이종욱
- 백종민
- 방준석
- 박국진
- 김수빈
- 김하영
- 박은아
- 경기현
- 김규희
- 오도현
- 최원식
- 김영호
- 조여진
- 신경미
- 신보경
- 강호현
- 임현아
- 김노해
- 김재형
- 김광원
- 김우리
- 김소라

## 수상
- 2020년 제24회 부천국제판타스틱영화제 코리안 판타스틱: 장편초청
- 2020년 제7회 춘천영화제 한국SF독립영화 경쟁부문

## 같이 보기
- 2020년 대한민국의 영화 목록